# Yehuda Bauer

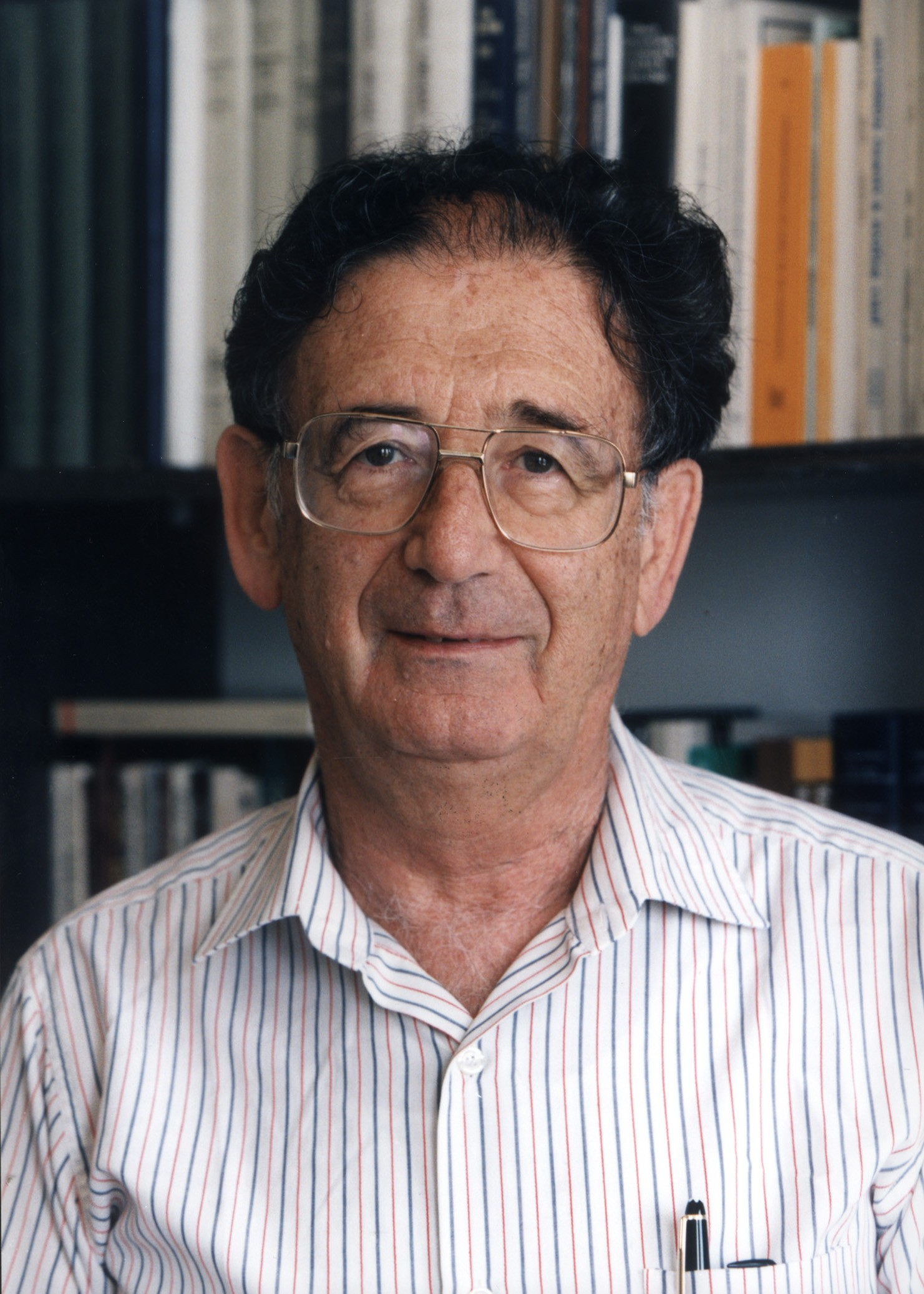
Yehuda Bauer (2008 oder früher)

Yehuda Bauer (hebräisch יהודה באואר‎; geboren als Martin Bauer am 6. April 1926 in Prag; gestorben am 18. Oktober 2024 in Jerusalem) war ein israelischer Historiker.

## Leben
Bauers Vater Viktor Bauer war Ingenieur und seine Mutter Uly Bauer (geb. Fried) Modedesignerin. Als Zionisten emigrierte die Familie, die die Auswanderung schon jahrelang vorbereitet und 1938 ihre Ausreisevisa erhalten hatte, am Tag des Einmarsches der Deutschen in die „Resttschechei“ über Polen, Rumänien und die Türkei schließlich nach Palästina.
Martin (Yehuda) besuchte die höhere Schule in Haifa, wurde Mitglied der Palmach und studierte mit einem Stipendium, unterbrochen vom Kampf im Arabisch-Israelischen-Krieg 1948, an der Universität Cardiff in Wales Geschichte. Danach war er unter anderem im Kibbuz Schoval als Melker tätig und setzte zugleich seine wissenschaftlichen Studien fort. 1960 wurde er an der Hebräischen Universität Jerusalem in Geschichte mit Untersuchungen über das britische Mandat in Palästina promoviert. Danach lehrte er am Institute for Contemporary Jewry der Hebräischen Universität und wurde dort Professor für Holocaust-Studien. Bauer war Mitglied der linkszionistischen Mapam-Partei.
Bauer lehrte als Gastprofessor an der Brandeis University, der Yale University, am Richard Stockton College und an der Clark University. Er war ferner Gründungsherausgeber der Zeitschrift Holocaust and Genocide Studies und gehörte zum Herausgebergremium der Encyclopaedia of the Holocaust (Yad Vashem 1990). 2001 wurde er Mitglied der Israel Academy of Sciences and Humanities.
Bauer war von 1996 bis 2000 Leiter des International Centre for Holocaust Studies in Yad Vashem und war dort wissenschaftlicher Berater. Zudem war er Ehrenvorsitzender der Task Force für Internationale Kooperation bei Holocaust-Bildung, Gedenken und Forschung.
Im Jahr 1998 sprach Yehuda Bauer anlässlich der Gedenkstunde zum Tag des Gedenkens an die Opfer des Nationalsozialismus vor dem Deutschen Bundestag und äußerte unter anderem dies: „Das Fürchterliche an der Shoa ist eben nicht, dass die Nazis unmenschlich waren; das Fürchterliche ist, dass sie menschlich waren – wie Sie und ich.“
In einem in der Neuen Zürcher Zeitung 2019 veröffentlichten Interview wird er mit der Aussage zitiert: „Im Publikum haben sich Ansichten entwickelt, die völlig falsch sind. Viele Leute glauben zum Beispiel, Hitler habe den Holocaust schon seit dem Ersten Weltkrieg geplant, doch der Holocaust entwickelte sich: 1940 wussten die Deutschen noch nicht, dass sie die Juden ermorden werden. Es ist schrecklich schwer, all dies dem Publikum beizubringen.“ Gegenüber der Journalistin Anja Reich sprach Bauer ausführlicher über den Holocaust: „In ‚Mein Kampf‘ steht kein Wort darüber [über die Vernichtung der Juden]. Der Entschluss, die Juden zu ermorden, stammt erst aus dem Jahr 1941.“
Yehuda Bauer lebte zuletzt in einem Seniorenheim in Jerusalem, in der Nähe der Gedenkstätte Yad Vashem. Er war zweimal verheiratet; seine zweite Ehefrau Ilana Meroz verstarb 2011. Yehuda Bauer hatte zwei leibliche Töchter und drei Stiefsöhne. Er starb am 18. Oktober 2024 im Alter von 98 Jahren.

## Ehrungen und Auszeichnungen
- Träger des Israel-Preises 1998
- Großes Goldenes Ehrenzeichen für Verdienste um die Republik Österreich[6] (2008)

Für sein unermüdliches Engagement für das Gedenken an den Holocaust erhielt Yehuda Bauer 1998 den Israel-Preis. Im Jahre 2008 wurde er von der Stadt Jerusalem zum würdigen Bürger (Yakir Yerushalayim) ernannt.

## Schriften (Auswahl)
Monographien:
- American Jewry and the Holocaust. The American Jewish Joint Distribution Committee 1939–1945. The Institute of Contemporary Jewry/Hebrew University, Jerusalem 1981, ISBN 0-8143-1672-7.
- Jewish reactions to the Holocaust. MOD, Tel Aviv 1989, ISBN 965-05-0482-6.
  - Jüdische Reaktionen auf den Holocaust. Lit Verlag, Berlin 2012, ISBN 978-3-643-10958-3.
- Jews for sale? Nazi-Jewish negotiations, 1933–1945. Yale University Press, New Haven 1994, ISBN 0-300-05913-2.
  - deutsch: Freikauf von Juden? Verhandlungen zwischen dem nationalsozialistischen Deutschland und jüdischen Repräsentanten von 1933 bis 1945. Aus dem Englischen von Klaus Binder und Jeremy Gaines. Jüdischer Verlag, Frankfurt am Main 1996, ISBN 3-633-54107-1.
- Rethinking the Holocaust. Yale University Press, New Haven 2001, ISBN 0-300-08256-8.
  - deutsch: Die dunkle Seite der Geschichte. Die Shoah in historischer Sicht. Interpretationen und Re-Interpretationen. Aus dem Englischen von Christian Wiese. Jüdischer Verlag, Frankfurt am Main 2001, ISBN 3-633-54170-5.
- The death of the Shtetl. Yale University Press, New Haven 2009, ISBN 978-0-300-15209-8.
  - deutsch: Der Tod des Schtetls. Aus dem Englischen von Klaus Binder. Jüdischer Verlag, Berlin 2013, ISBN 978-3-633-54253-6.
- Wir Juden, ein widerspenstiges Volk. Lit Verlag, Berlin 2015, ISBN 978-3-643-12605-4.

Artikel:
- „Onkel Saly“ – die Verhandlungen des Saly Mayer zur Rettung der Juden 1944/45. In: Vierteljahrshefte für Zeitgeschichte. Bd. 25 (1977), H. 1, S. 188–219 (PDF).
- Anmerkungen zum „Auschwitz-Bericht“ von Rudolf Vrba. In: Vierteljahrshefte für Zeitgeschichte. Bd. 45 (1997), H. 2, S. 297–308 (PDF).
- Rudolf Vrba und die Auschwitz-Protokolle. Eine Antwort auf John S. Conway. In: Vierteljahrshefte für Zeitgeschichte. Bd. 54 (2006), H. 4, S. 701–710 (PDF).
- Der dritte Totalitarismus. In: Die Zeit. 32/2003, 31. Juli 2003, archiviert vom Original am 4. Oktober 2003.
- Shoah, Antisemitism, War, and Genocide: Text and the Context. Keynote Lecture. Centre for Holocaust Education, London 20. Januar 2010 (org.uk [PDF]).